# Zábrdka
Zábrdka (německy: Kleine Iser) je pravostranný přítok řeky Jizery v Libereckém a Středočeském kraji. Délka jejího toku činí 23,9 km. Plocha povodí měří 71,1 km².

## Průběh toku
Říčka pramení ve vsi Zábrdí zhruba 2,5 km jižně od města Osečná v okrese Liberec v nadmořské výšce 391 m. Po celé své délce toku teče převážně jižním směrem hlubším zalesněným údolím. Vlévá se zprava do řeky Jizery jižně od obce Klášter Hradiště nad Jizerou, jíž říčka protéká, v nadmořské výšce 219 m. V nejdivočejším a nejméně osídleném úseku toku mezi Těšnovem a Mukařovem se nalézá řada silných pramenů, několik bývalých mlýnů a také několik malých rybníků. Zdejší velké rybníky byly kdysi zrušeny a zbyly po nich nanejvýš mokřady. Jediný větší rybník na celém toku Zábrdky je rybník v Borovici, místní části obce Mukařov. Zábrdka na dolním toku napájí dvě koupaliště v Dolní Bukovině a Klášteře Hradišti.

### Větší přítoky
- pravé – Čertův potok, Mukařovský potok

## Vodní režim
Průměrný průtok u ústí činí 0,46 m³/s.

## Mlýny
- Zábrdský mlýn – Zábrdí
- Schvarcův mlýn – Dolánky
- Zourovský mlýn
- Růtův nový mlýn
- Pytlíkovský mlýn
- Podvicmanovský mlýn – Vicmanov, okres Mladá Boleslav, kulturní památka
- Šturmův mlýn
- Borovický mlýn – Borovice
- Podbukovinský mlýn
- Dürichův mlýn – Klášter Hradiště nad Jizerou
- Šrotovna – Klášter Hradiště nad Jizerou
- Vávrův mlýn – Klášter Hradiště nad Jizerou

## Fotogalerie

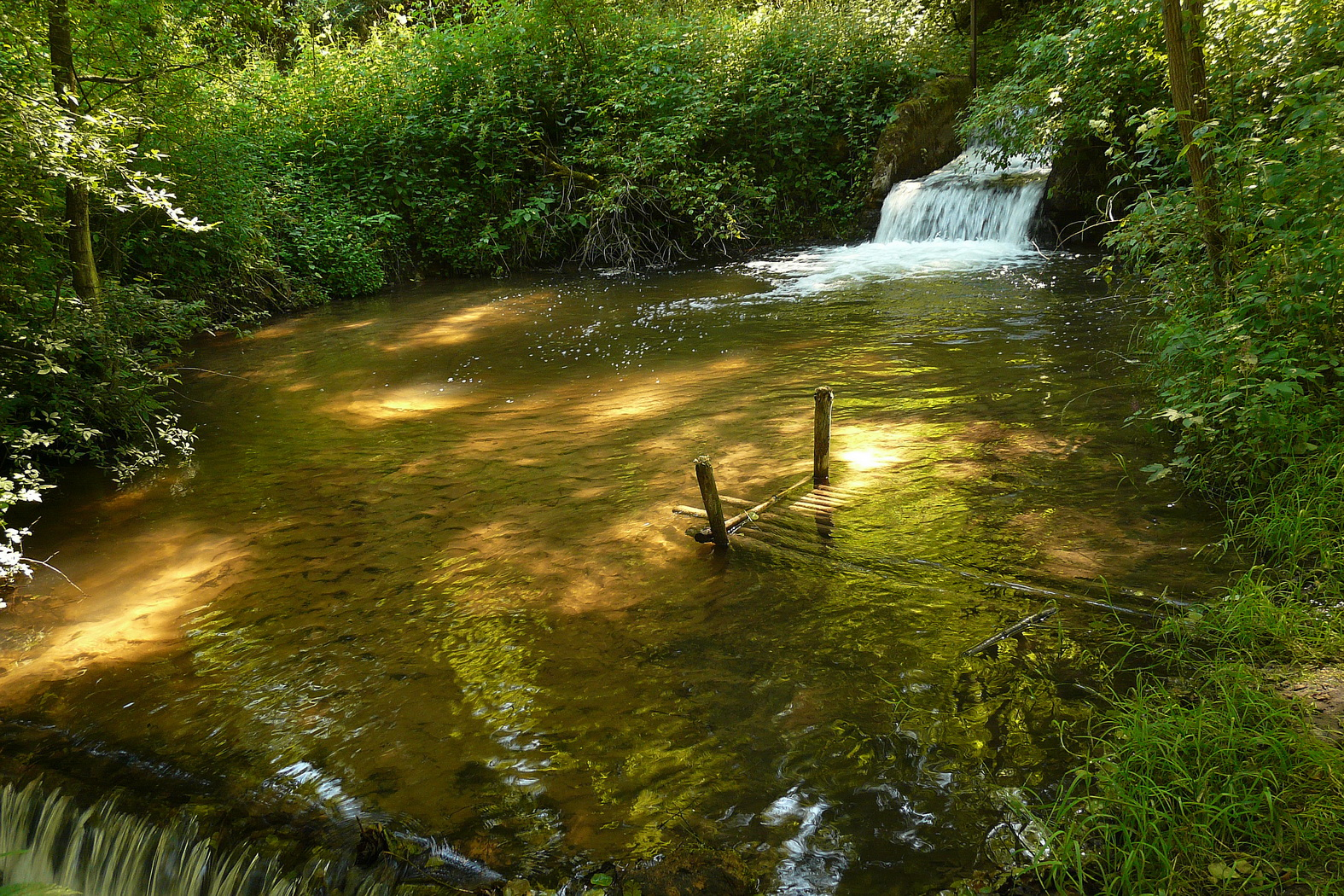
Splavy na Zábrdce u Strážiště
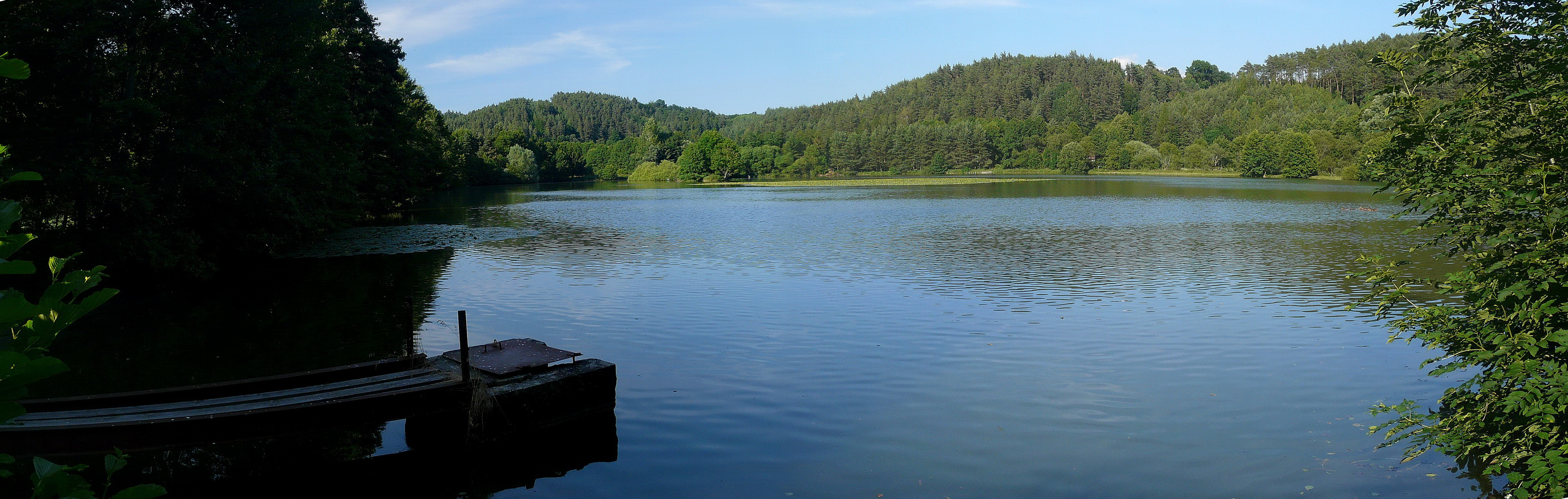
Rybník Borovice
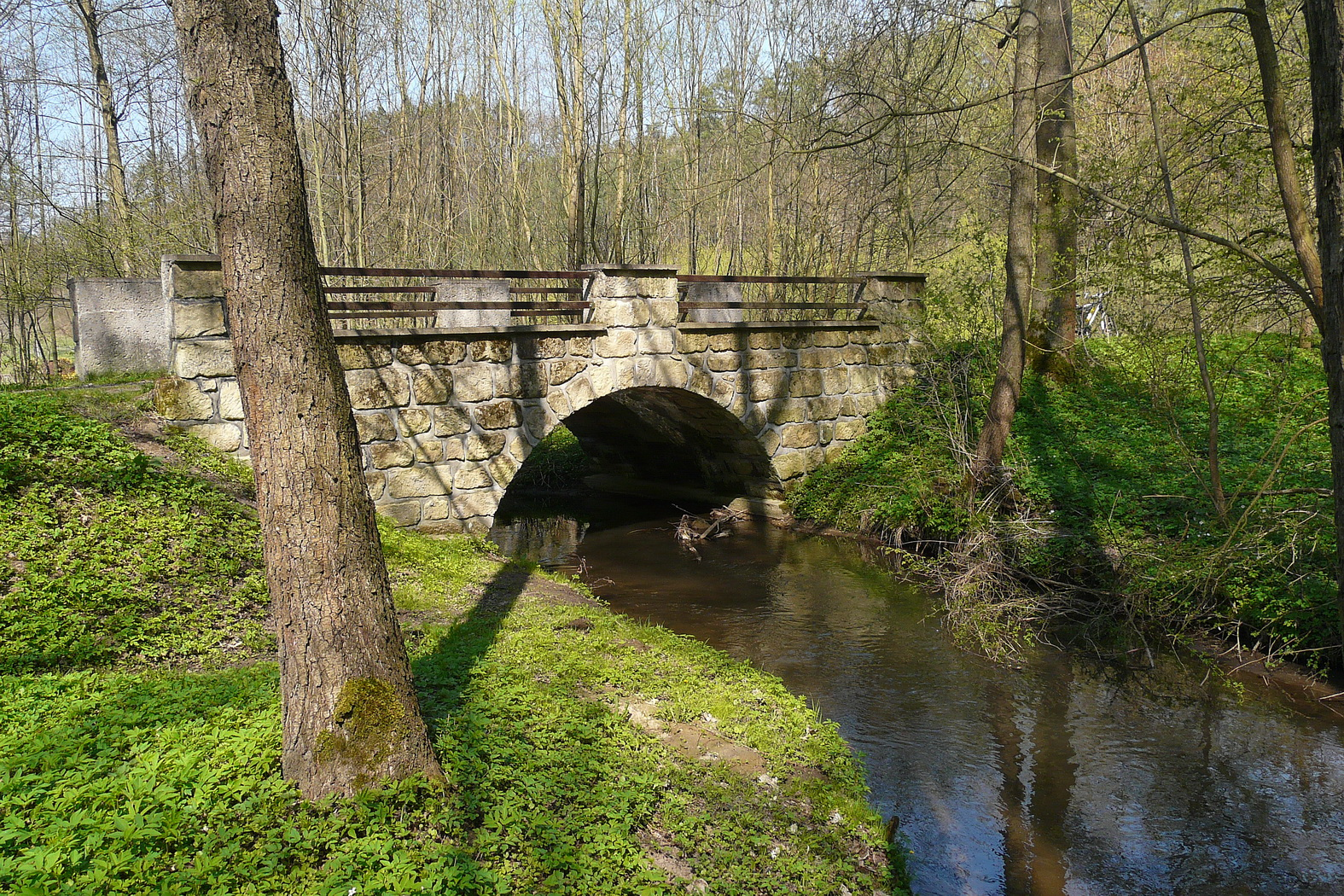
Zábrdka u osady Podbukovina
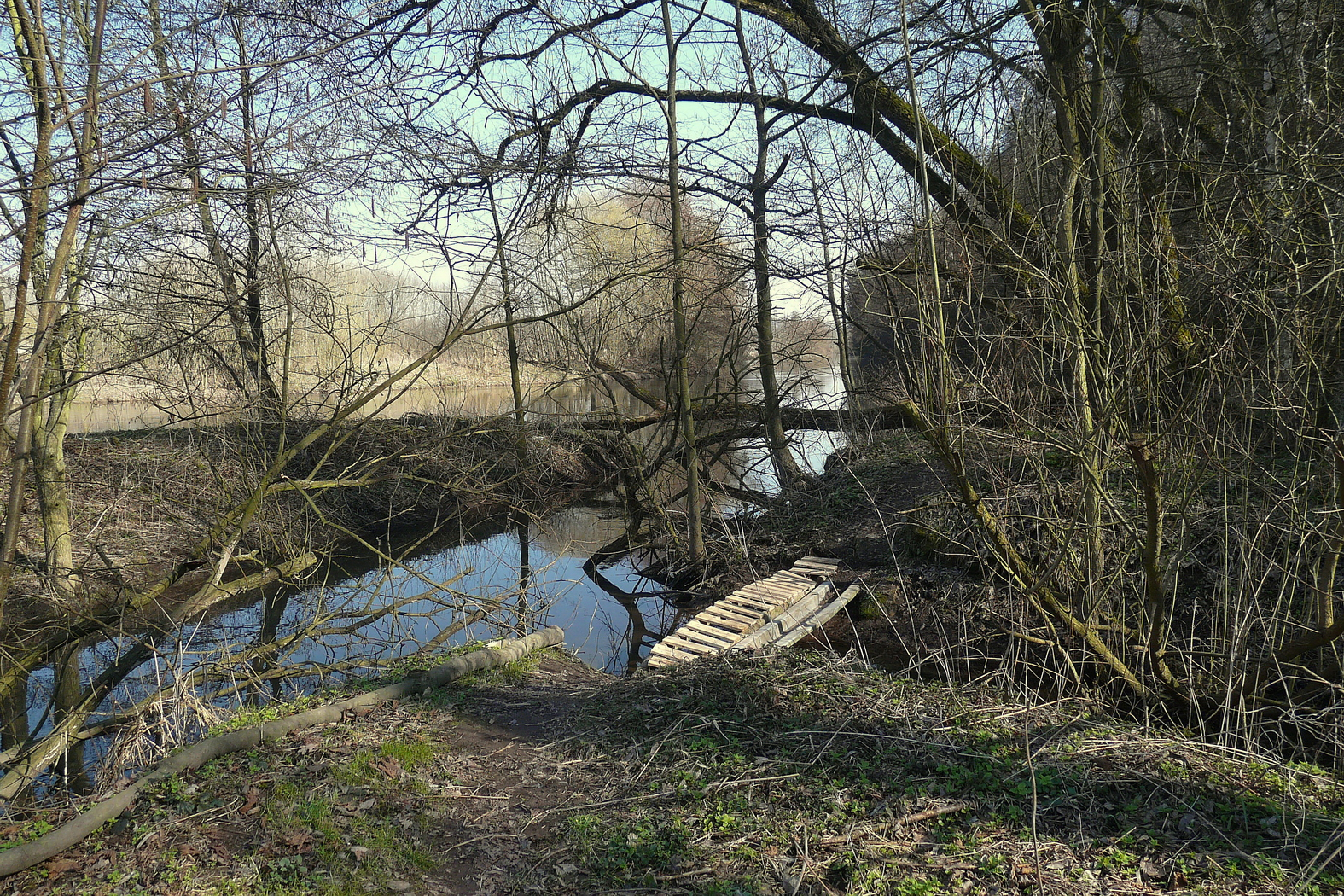
Soutok Jizery se Zábrdkou a ještě něčím menším